# 有斐閣

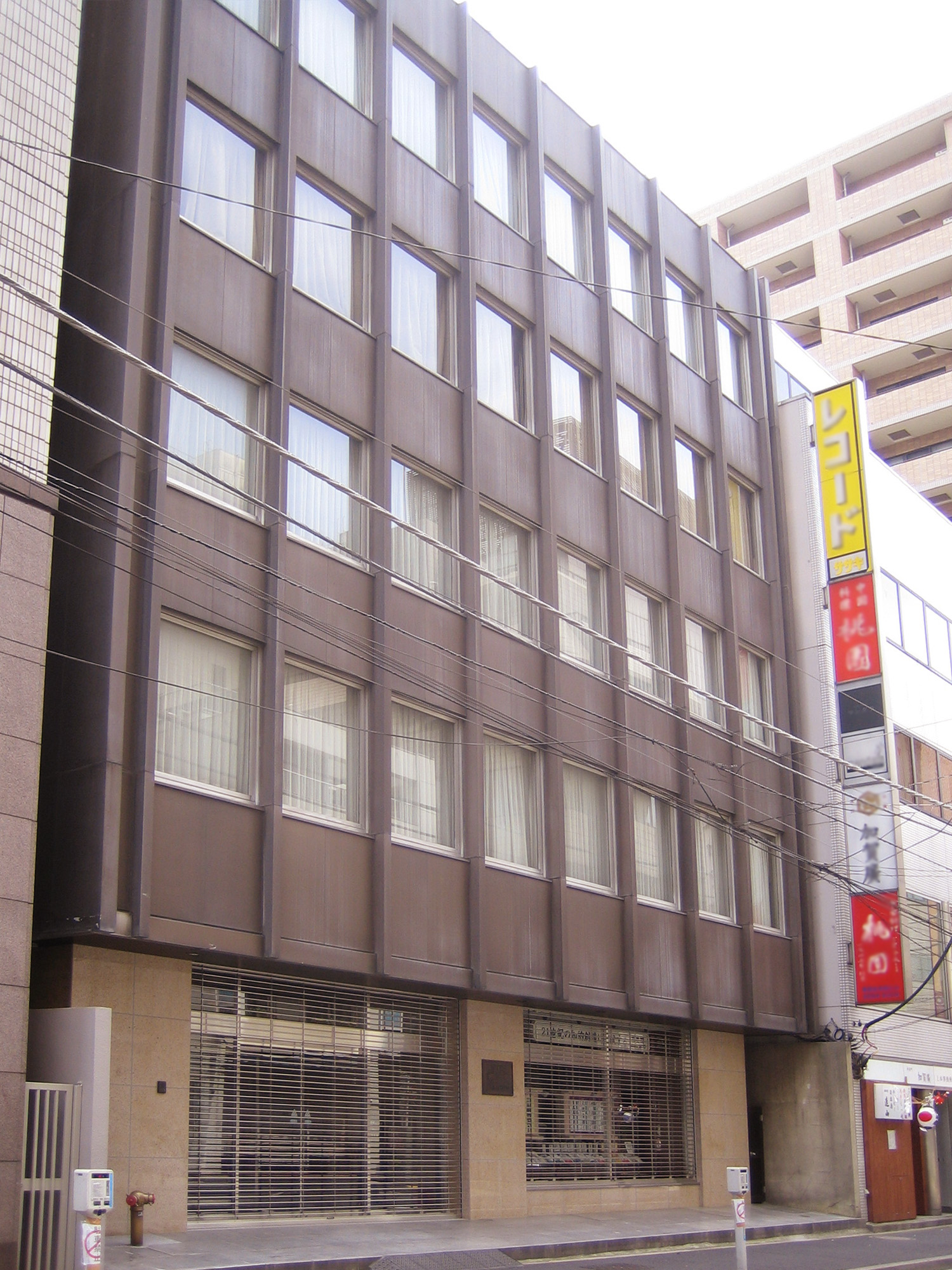
有斐閣本社
攝於東京都千代田區神田神保町

有斐閣是日本一家代表性的學術出版社，專門出版法律、經濟、人文、社會科學的書籍。日本許多大學所採用的教科書及各年度版本的六法全書也是由有斐閣出版，因此廣為人所熟知。
有斐閣的歷史可追溯到1877年（明治十年），最初稱為「有史閣」，由舊忍藩藩士江草斧太郎創立於東京府神田一橋通町（今東京都千代田區一橋2丁目），原本只是一家二手書店；創立2年後（1879年）改名為「有斐閣」，並逐漸轉向出版業發展，成為江草家的家族企業，歷代社長均由江草家人擔任：第二代社長江草重忠、第三代社長江草四郎、第四代社長江草忠充、第五代社長江草忠敬、第六代社長江草貞治。1950年，有斐閣改組為「株式会社有斐閣」。
有斐閣目前除了在東京都千代田區神田神保町設有本社之外，在京都府京都市左京區設有京都支店。

## 外部連結
- 有斐閣 （页面存档备份，存于）